# POTS
POTS is de benaming voor de oorspronkelijke analoge telefoonverbinding en staat voor Plain Old Telephone Service, Post Office Telephone Service of Post Office Telephone System.

## Definitie
Afhankelijk van de interpretatie kan dit de volgende (tegenstrijdige) betekenissen hebben:
- Het analoge eindpunt van het PSTN, dus de klassieke analoge telefoonlijn bij de gebruiker thuis. De afkorting Public Switched Telephone Network is dan geschikt. Als men deze definitie bedoelt, kan men beter analoge telefonie gebruiken, om misverstanden te vermijden (alhoewel ook deze term een beetje vaag is).
- Het hele telefoonnetwerk toen het nog analoog werkte. Men bedoelt dus eigenlijk PSTN in het analoge tijdperk. Als men deze definitie bedoelt, kan men beter telefoonnetwerk of PSTN gebruiken, om misverstanden te vermijden. Het acroniem voor Publicly Operated Telephone System is dan geschikt, alsook Post Office Telephone System (in onder meer Groot-Brittannië werd het telefoonnetwerk gedurende een groot deel van de twintigste eeuw door de posterijen beheerd). De term POTS is echter pas in de jaren zeventig met terugwerkende kracht ingevoerd toen de nieuwe ISDN-technologie opkwam, en men een specifieke naam moest hebben voor de tot dan toe gebruikte analoge technologie. POTS staat ook wel voor "Plain Old Telephony System".

In de rest van dit artikel gaan we uit van de eerste definitie, aangezien dit het meest consequent is met de definitie van andere termen.
Merk op dat de term PSTN vaak ook gebruikt wordt als "analoge tegenhanger van ISDN". Deze definitie is echter foutief. PSTN is namelijk de benaming voor het hele telefonienetwerk (analoog of digitaal), terwijl ISDN enkel op de eindpunten hiervan slaat. Bijgevolg is het logisch om POTS te gebruiken in de eerste definitie hierboven, zodat het slaat op de analoge eindpunten. In deze terminologie is het hele telefonienetwerk dus het PSTN (analoog of (tegenwoordig volledig) digitaal), en dit heeft als eindpunten bij de gebruiker ofwel POTS (analoog) ofwel ISDN (digitaal).

## Signalen
Alle signalen verlopen over slechts twee geleiders (behalve aarde):
Basissignalen:
- stand-bysignaal
- belsignaal (een wisselspanning van enkele tientallen volt)
- tonen naar de gebruiker: kiestoon, wektoon, bezettoon, overbelastingstoon, informatietoon, opschakeltoon
- kiessignalen (oorspronkelijk pulskiezen, tegenwoordig bijna uitsluitend toonkiezen)

Later toegevoegde signalen:
- aarde: de 'witte knop' die even een verbinding maakt tussen de b-draad en aarde, waardoor een signaal aan een PABX wordt gegeven. Hiervoor is een derde draad nodig, de aardedraad.
- flash: officieel Register Recall (speciale toets die kort de lijn onderbreekt, meestal gebruikt met een PABX of huistelefooncentrale) of bij wisselgesprek.
- tariefpulsen: om een kostenteller te bedienen, vanouds een symmetrische wisselspanning ten opzichte van aarde
- caller-ID-informatie (niet alle landen gebruiken hiervoor dezelfde standaard)
- signaal 2de oproep

## Specificaties
In rust staat er op de lijn een spanning van ongeveer 48 V. Veel huistelefooncentrales geven een veel lagere spanning af, en meestal is dat voldoende. De wisselstroom voor de bel (voorheen wekker genoemd) wordt hierop gesuperponeerd.
Wordt de hoorn van de haak genomen, dan daalt de spanning tot een veel lagere waarde. Er gaat een stroom lopen van ongeveer 30 mA.
De impedantie op de telefoonlijn (een getwist paar) is 800 ohm.
Een POTS-lijn bestaat uit een getwist aderpaar. Een gewone telefoonkabel bevat vaak uit vier aders plus een aarde en kan dus voor twee aansluitingen worden gebruikt.
De volgende benamingen en aderkleuren zijn gebruikelijk.
| Nederlands | Nederlands  | Amerikaans | Amerikaans |
| naam       | kleur       | naam       | kleur      |
| ---------- | ----------- | ---------- | ---------- |
| a          | rood        | tip        | groen      |
| b          | blauw       | ring       | rood       |
| Aarde      | blank koper | G          | blank      |
| 2a         | oranje      | 2tip       | zwart      |
| 2b         | wit         | 2ring      | geel       |

## Polariteit

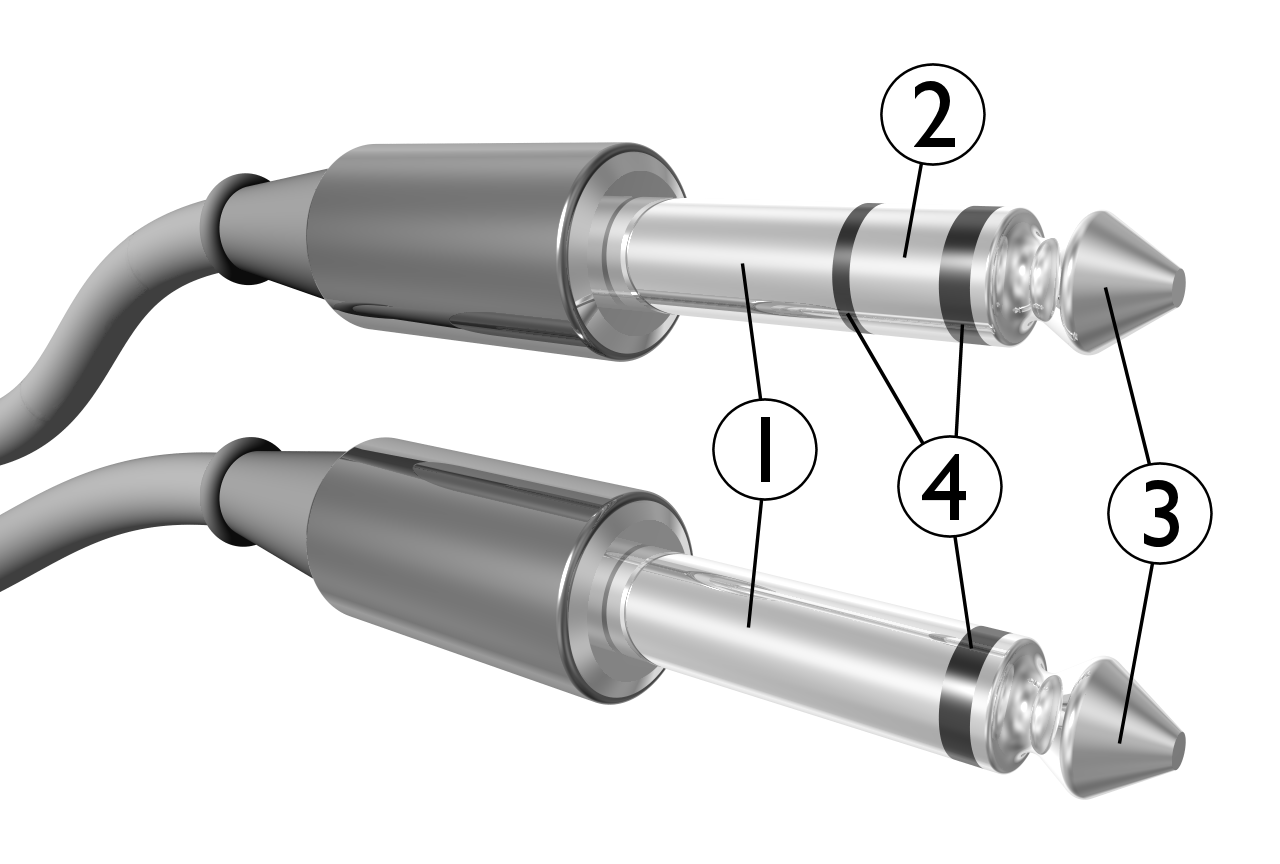
TRS-connector

### Polariteit ten opzichte van aarde
De telefoon gebruikt negatieve spanningen ten opzichte van aarde. De twee draden van de telefoon heten tip (punt) en ring. De tip- en ring-benamingen zijn afkomstig van de connectoren die telefonistes gebruikten: de TRS-connector (tip-ring-sleeve). (Ring heeft hier niets te maken met het rinkelen van een telefoon.)
Tip is de aarde en Ring is het actieve signaal. De reden voor de negatieve spanning is niet zomaar willekeurig. Toen men voor het eerst draden onder de grond ging leggen, kwam men tot de constatering dat koper weggevreten wordt door elektrolytische processen als het in contact komt met vochtige aarde. Aangezien de eerste isolatie uit gutta-percha bestond die maar een tiental jaren goed werkt, werd gekozen voor negatieve spanning. Het elektrolytisch proces vreet immers de pluspool weg. Doordat de koperdraad negatief was, werd hij niet aangetast als de isolatie slecht begon te worden.

### Polariteit tussen a en b
De meeste moderne telefooncentrales keren de polariteit soms om, en wel als volgt:
- in rust: positief (a positief ten opzichte van b)
- hoorn opgenomen, nummer kiezen: positief
- klaar met kiezen: negatief †
  - het juiste aantal cijfers is gekozen (als de nummerlengte bekend is)
  - er is een onjuist nummer gekozen of de verbinding kan niet tot stand worden gebracht (met bezettoon)
  - de oproeper stopt met kiezen, er wordt getalmd tijdens het kiezen
- gesprek: negatief
- inkomend gesprek (bel rinkelt): negatief (plus supergeponeerde wisselspanning)
- gesprek beëindigd, gesprekspartner heeft opgehangen: positief met bezettoon
- afwerptoestand: positief met lagere stroomsterkte (de hoorn ligt naast de haak zonder dat er een telefoonverbinding is)

† Kiest men een binnenlands telefoonnummer, dan zal meestal direct na het laatste cijfer de polariteit omkeren.
Kiest men een buitenlands telefoonnummer, dan weet de plaatselijke centrale niet hoe lang het nummer is en zal de polariteit omkeren als er enige tijd getalmd wordt.

#### Toepassing van de polariteit
De meeste telefoontoestellen zijn niet gevoelig voor de polariteit.
Men kan de twee aders dus zonder bezwaar verwisselen en het omkeren van de polariteit heeft geen effect.
Abonneeapparatuur kan echter reageren op de polariteit.
Voor een huistelefooncentrale heeft de polariteit het voordeel dat doorlopend kan worden vastgesteld dat de netlijn bezet is:
- Komt er een gesprek binnen, dan wordt er herhaaldelijk belspanning op de lijn gezet. De polariteit keert echter al om voordat het eerste belsignaal komt.
- Hangt de oproeper weer op voordat het inkomende gesprek beantwoord is, dan is dat direct merkbaar doordat de polariteit weer omkeert. Zou de polariteit niet omkeren, dan is het ophangen alleen vast te stellen doordat er enige tijd (enkele seconden) geen belsignaal komt.
- Hangt de gesprekspartner aan het einde van een gesprek op, dan hoort men (meestal) de bezettoon, maar die is lastig machinaal te detecteren. Het omkeren van de polariteit is duidelijk.

Een eenvoudige toepassing van de polariteit is de babyfoon, enkel bestaande uit een diode in serie met het toestel waarvan de hoorn naast het toestel ligt.
Wordt er opgebeld, dan zorgt de diode er direct voor dat het gesprek beantwoord wordt, zodat men kan horen wat er in de kamer gebeurt.
Bij huiscentrales en kabelaansluitingen wordt de polariteit lang niet altijd omgekeerd.

## Internet
In de jaren negentig werd POTS, naast telefonie, ook gebruikt om een verbinding te maken met het internet. De inbelsnelheid met een modem is dan maximaal 56 kbps.

## Aanbieders in Nederland
Sinds 2007 heeft KPN geen monopolie meer voor abonnementen op het traditionele vaste net. Het is nu mogelijk om het vaste analoge telefoonabonnement geheel onder te brengen bij een andere aanbieder. Dit noemt men Wholesale Line Rental (WLR).
Voor de gesprekken zelf was het monopolie al eerder afgeschaft, zie carrier select.

## Trivia
- POTS wordt soms ook Annex A-telefonie genoemd. Dit is echter niet volledig correct. In bijvoorbeeld Duitsland wordt Annex B gebruikt op analoge telefoonlijnen. Zie Asymmetric Digital Subscriber Line voor meer uitleg hierover.